# Marie Besnard
Marie Besnard (* 15. August 1896 in Saint-Pierre-de-Maillé; † 14. Februar 1980 in Loudun) war die Angeklagte in einem aufsehenerregenden, neun Jahre dauernden Mordprozess. Ihr wurden zwölf Giftmorde zur Last gelegt.

## Vorgeschichte
Marie Besnard wurde als Tochter der Kleinbauern Pierre und Marie-Louise Devaillaud in der französischen Provinz Vienne geboren. Kurz nach dem Ersten Weltkrieg heiratete Besnard ihren Cousin Auguste Antigny. Beide zogen als Hausmeisterehepaar nach Château des Martîns. 1927 starb Antigny. Der Arzt gab als Todesursache Tuberkulose an. 1929 heiratete sie ihren zweiten Mann, Léon Besnard. Besnard besaß ein eigenes Haus und eine Seilerei in Loudun. Die Ehe blieb kinderlos. Léon Besnard starb am 25. Oktober 1947 nach kurzer Krankheit. Nur wenige Stunden vor seinem Tod hatte er der Posthalterin Louduns, Madame Pintou, anvertraut, dass er glaube, von seiner Frau vergiftet zu werden. Madame Pintou erzählte diese Vermutung weiter, bis sie schließlich der örtlichen Polizei zu Ohren kam. Diese leitete daraufhin Ermittlungen ein, die der Anfang der fast 14 Jahre dauernden Affaire Besnard waren.
Während der Ermittlungen der Polizei starb am 16. Januar 1949 die Mutter Marie Besnards, die siebenundachtzigjährige Marie-Louise Devaillaud, die seit 1940 im Haushalt ihrer Tochter lebte. Da zu diesem Zeitpunkt eine Grippeepidemie in Loudun herrschte, bescheinigte der behandelnde Arzt einen natürlichen Tod. Marie Besnard wurde seit 1947 ein außereheliches Verhältnis zu einem auf ihrem Hof arbeitenden, deutschen Kriegsgefangenen namens Dietz nachgesagt. Die Polizei vermutete deswegen, Besnard habe Ehemann und Mutter aus dem Weg geräumt, um ungestört ihre Beziehung zu Dietz zu pflegen.
Im Mai 1949 wurde der Leichnam Léon Besnards exhumiert und auf Gift untersucht. Der beauftragte Toxikologe Béroud fand 39 mg Arsen pro Kilogramm Körpergewicht in Besnards Überresten. Eine Dosis, die auf eine tödliche Arsenikvergiftung hinweist. Kurze Zeit später wurde auch Marie-Louise Devaillaud exhumiert. Bei ihr wurden 58 mg Arsen pro Kilogramm Körpergewicht gefunden.
Daraufhin wurde Marie Besnard in Untersuchungshaft genommen und nach und nach alle verstorbenen Familienmitglieder und Nachbarn exhumiert.

## Die mutmaßlichen Opfer
Auguste Antigny, Besnards erster Ehemann, starb 1927 im Alter von 33 Jahren. In seinen sterblichen Überresten wurden 60 mg Arsen pro Kilogramm gefunden. 1938 starb Louise Lecomte, eine Großtante von Léon Besnard. Sie war zum Zeitpunkt ihres Todes über 80 Jahre alt und hatte Besnard kurz vor ihrem Tod großzügig in ihrem Testament bedacht. Es wurden 35 mg Arsen pro Kilogramm in ihrer Leiche gefunden. 1939 verstarb ein Nachbar der Besnards, der Konditor Toussaint Rivet. Bei ihm fand Béroud 18 mg Arsen pro Kilogramm Körpergewicht. Im Mai 1940 wurde Pierre Devaillaud beerdigt. Bei ihm wurden 30 mg Arsen pro Kilogramm Körpergewicht festgestellt. Im September 1940 starb Léon Besnards Großmutter, Mme. Gouin. Besnard war der Alleinerbe. In ihren Überresten wurde nur so wenig Arsen gefunden, dass es für eine Mordanklage nicht reichte. Nur zwei Monate später starb Marie Besnards Schwiegervater, Marcellin Besnard. Das Ehepaar erbte 227.000 Francs. In den exhumierten Leichenteilen fanden sich 38 mg Arsen pro Kilogramm. Keine drei Monate später folgte Besnards Schwiegermutter Marie-Louise Besnard ihrem Mann in den Tod. Wieder erbten Marie und Léon Besnard eine sechsstellige Summe. Bei Marie-Louise Besnard belief sich die tödliche Arsenmenge auf 60 mg pro Kilogramm Körpergewicht. Im März 1941 wurde Léons Schwester Lucie erhängt auf dem Dachboden gefunden. Der Selbstmord gab schon zum Todeszeitpunkt einige Rätsel auf. Lucie Besnard war strenggläubige Katholikin gewesen. In ihren Überresten fand Béroud 30 mg Arsen pro Kilogramm Körpergewicht. Zwei Monate später suchten zwei Cousinen Léon Besnards bei ihrer Verwandtschaft Zuflucht vor den deutschen Truppen. Pauline und Virginie Lalleron starben überraschend innerhalb weniger Tage, nachdem sie Marie Besnard zur Alleinerbin gemacht hatten. Pauline Lalleron hatte 48 mg, Virginie 24 bis 30 mg Arsen pro Kilogramm Körpergewicht. Im Dezember 1941 verstarb Blanche Rivet, die Ehefrau des Konditors. Sie war nach dem Tod ihres Mannes zu den Besnards gezogen und hatte ihnen gegen eine kleine Rente ihr Haus überschrieben. Mme. Rivets sterbliche Überreste wiesen 18 mg Arsen pro Kilogramm Körpergewicht auf. Im Oktober 1947 verstarb dann León Besnard. Marie-Louise Devaillaud war 1949 das letzte Opfer der Mordserie.

## Die Anklage

### Der erste Prozess
Der Untersuchungsrichter Pierre Roger wollte einen reinen Indizienprozess vermeiden, allerdings gab es außer Mme. Pintou keine Zeugen. Niemand hatte Marie Besnard beim Kauf von Arsen gesehen. Außerdem hatte es in fast keinem Todesfall Symptome einer akuten oder chronischen Arsenvergiftung gegeben. Am 20. Februar 1952 begann in Poitiers der Prozess gegen Marie Besnard. Ihr Anwalt war der damals vierundsechzigjährige Albert Gautrat, zur damaligen Zeit ein Staranwalt.
Zunächst kam es zu einer Verurteilung wegen unberechtigt angenommener Rentenzahlungen, die Marie Besnard mit falschen Namen quittiert hatte. Das Urteil lautete auf zwei Jahre Gefängnis und 50 000 Francs Geldstrafe.
Der eigentliche Prozess stützte sich hauptsächlich auf die Arsenfunde in den exhumierten Leichen.
Besnards Anwalt Gautrat zweifelte die Richtigkeit der Untersuchungen an und schaffte es, Zweifel zu erzeugen. Daraufhin wurde ein neues Gutachten und neue Toxikologen angeordnet. Das Gericht von Poitiers beauftragte vier namhafte Toxikologen und Gerichtsmediziner, die Untersuchungen zu wiederholen. Die Professoren Fabre, Kohn-Abrest, Griffon und Piédelièvre benötigten für ihre Untersuchungen zwei Jahre. Da nach den ersten Untersuchungen niemand an eine zweite Exhumierung gedacht hatte, waren z. B. die Oberschenkelknochen mehrerer Toter in ein einziges Grab gelegt worden. Es war unmöglich festzustellen, wessen Knochen hier vorlagen. Piédelièvre nahm zahlreiche Bodenproben aus den verschiedenen Erdschichten, um festzustellen, wie viel Arsen sich in der Erde befand. Weiter wurden Haarproben auf dem Friedhof vergraben, um festzustellen, ob Arsen aus der Erde in die Haare einwandert. Die Untersuchungen untermauerten die Ergebnisse Bérouds, während Besnards Anwalt Gautrat Gegengutachter arbeiten ließ, die sich intensiv mit den Grundlagen der Untersuchungsmethoden, die die Gegenseite anwendete, befassten. Gautrats Ziel war es, Fehler und wissenschaftlich noch nicht einwandfrei bewiesene Methoden aufzuspüren, um damit die Gutachter des Gerichts ebenso zu diskreditieren, wie es ihm bereits bei Béroud gelungen war.

### Der zweite Prozess
Am 15. März 1954 begann der zweite Prozess in Bordeaux. Gautrats Taktik ging auf, Prof. Griffon war ein Fehler bei der Giftanalyse unterlaufen, der das Vertrauen des Gerichts in die Richtigkeit der errechneten Giftmengen in den Opfern erschütterte. Bereits am 31. März 1954 war der zweite Prozess dort angelangt, wo der erste Prozess aufgehört hatte. Das Gericht stimmte neuen Sachverständigengutachten zu und entließ Marie Besnard gegen eine Kaution von 1,2 Millionen Francs bis zum dritten Prozess in die Freiheit.
Die Ankläger gewannen den Atomphysiker Frédéric Joliot-Curie, der 1935 den Nobelpreis für Chemie erhalten hatte, als Gutachter für die Staatsanwaltschaft. Joliot-Curie arbeitete bis zu seinem Tod 1958 an dem Gutachten für den Besnard-Prozess. Danach übernahm sein Schüler Pierre Savel die Arbeit. Er bestätigte unwiderruflich, dass die Haare der Toten von Loudun tödliche Arsenmengen enthielten. Das Gericht sah sich zudem mit dem Problem des Arsens in der Friedhofserde konfrontiert, mit der Löslichkeit des Arsens durch Wasser und Bodenmikroben. Drei Sachverständige von internationalem Ruf wurden beauftragt, dieses Problem endgültig zu lösen: Prof. René Charles Truhaut als Toxikologe, Prof. Albert Demolon und nach dessen Tod Prof. Maurice Lemoigne als Mikrobiologen und Fachleute für Bodenforschung.
Wieder wurden Leichenteile exhumiert und Haarproben sowie Tiere auf dem Friedhof vergraben. Tote, die nichts mit dem Fall zu tun hatten, wurden ebenso exhumiert und auf Arsen untersucht. Es wurde ein großes Modell des Friedhofs erstellt, das umfangreichen Studien über unterirdische Wasserbewegungen diente.

### Der dritte Prozess
Nach sieben Jahren Gutachtertätigkeit begann am 21. November 1961 der dritte und letzte Prozess gegen Marie Besnard. Noch einmal liefen alle Zeugen und alle bisherigen Gutachter und Gegengutachter vor Gericht auf und noch einmal versuchte Gautrat, die neuen Gutachter zu diskreditieren. Die Gutachter des Gerichts konnten trotz aller Experimente nicht endgültig beweisen, dass das Arsen auf keinen Fall aus der Erde in die Toten gelangte. Marie Besnard wurde am 12. Dezember 1961 aus Mangel an Beweisen von der Anklage des zwölffachen Giftmordes freigesprochen.

## Verfilmungen
Der „Fall Marie Besnard“ wurde 1986 in Frankreich verfilmt. In der Hauptrolle war Alice Sapritch unter der Regie von Yves-André Hubert zu sehen. 2006 wurde für das französische Fernsehen ein TV-Film unter dem Titel Marie Besnard, l'empoisonneuse produziert.